# فلف الأول، دوق بافاريا
فلف الأول؛ فولف الأوَّل (توفي. 6 نوفمبر 1101؛ بافوس، قبرص)؛ كان دوق بافاريا منذ 1070 حتى 1077؛ ومن 1096 حتى وفاته؛ يعتبر فلف مؤسس فرع فلف من أسرة إستي، يعرف حسب أنساب مع أسرة فلف الأكبر بـ فلف الرابع. هو ابن الوحيد لـ أزو الثاني دإستي وزوجته الأولى كونيغوند من ألتدورف، ومع وفاة خاله فلف، دوق كارينثيا (المعروف بـ فلف الثالث) دون وريث ورث عنه فلف ممتلكاته، وأصبح متزوج من إثيليند من نورتهايم ابنة أوتو الثاني، دوق بافاريا.
وفي 1099 انضم إلى فيما عرف بـ الحملة الصليبية 1101 جنباً إلى جنب مع ويليام التاسع، دوق آكيتاين وهيو، كونت فرماندوا وإيدا من النمسا، كان نجاحه الرئيسي هو منع اشتباك بين زملائه الصليبيين الذين كان ينهبون الأراضي البيزنطية نحو طريقهم إلى القسطنطينية  والمرتزقة إمبراطور البيزنطي البجناق. انتهت الحملة الصليبية مع دخول الأناضول إلى الكارثة بعد مرورهم في هيراكليا في سبتمبر 1101 بحيث تعرض البافاريون بقيادة فلف -مثلهم مثل الوحدات الصليبية الأخرى- إلى كمين ومذابح من قبل قلج أرسلان الأول، سلطان سلاجقة الروم، استطاع فلف النجاة بصعوبة من هذا الكمين، ولكنه توفي في طريق العودة في بافوس بـ قبرص البيزنطية، ودفن في دير فاينغارتن، وخلفه ابنه البكر فلف الثاني.

## حياته
حماه أوتو الثاني أصبح عدو اللدود لـ الملك هاينريش الرابع وبذلك خسر دوقيته، في حين بقي فلف مخلصاً للملك، وامتثالاً لأوامر الملك، طلق زوجته إثيليند بعد وقت قصير من عام 1070، كمكافأته على ذلك تم تعيينه دوق بافاريا في غوسلار، وأيضا وافقت الولايات البافارية على تعيينه دون أي صراع. ومع ذلك سرعان ما يغير فلف ولائه مع صعود نزاع التنصيب بين الملك والبابا غريغوري السابع، بحيث دعم انتخاب رودولف من راينفيلدن كـ ملك مضاد في مارس 1077 ضد الملك هاينريش الرابع، ولكن في عام 1076 تم توفيق سطحياً بين الملك والبابا، ولكن في العام التالي شهدت انخرط في أعمال العنف مرة أُخرى، ونتيجة لأعمال التمرد خُلع فلف من دوقيته، ومع ذلك بدعم من البافاريين المؤمنين وبمساعدة والده في إيطاليا كان فلف قادراً على حفاظ على مكانه، وأيضا تحدى علناً الحظر الإمبراطوري في مايو 1077.
بعد الطلاق زوجته الأولى في 1070، تزوج من جوديث من فلاندرز ابنة بالدوين الرابع، كونت فلاندرز وأرملة توستيغ غودوينسون، إيرل نورثمبريا.
انضم فلف إلى أمراء الساخطين الذين أيدوا رودولف، في الوقت يمكن لأي شخص يرفض أتباع إتجاه البابا أن توقع الكنيسة بحرمان- هو تهديد قوي وفعال في الظروف السياسية والاجتماعية في ذاك الوقت، ومع وفاة البابا غريغوري السابع في 1085 خلفائه لم يُبالوا بالكثير بـ شؤون ألمانيا، ومع ذلك فلف كان متمسك بحزب الكنيسة، وبدأ في استرخاء جهوده لحفاظ على مناهضة الملك.
وفي 1089 تزوج ابنه البكر فلف من ماتيلدا من توسكانا، وبالتالي عزز علاقاته مع البابا، ومع ذلك طلق ابنه فلف ماتيلدا في 1095، وأبرم فلف بتسوية مع الملك هاينريش الرابع بحيث جدد تأكيده في منصبه كـ دوق بافاريا.
وبعد وفاة والده أزو الثاني في 1097، حاول فلف الحصول على مملتكاته في جنوب جبال الألب، ولكن محاولاته لم تنجح ضد أخيه الغير الشقيق فولكو.

## الحملة الصليبية 1101
أصرَّ اللومبارديُّون على التوجُّه شرقًا لإنقاذ بوهيموند، فنزل باقي الجيش على رأيهم مُرغمين، واجتاز الجيش الصليبي نهر هاليس إلى بلاد الدانشمنديين، ووصل أفراده إلى مدينة مرزيفون الواقعة في مُنتصف الطريق بين النهر وأماسية، وهُناك تلقَّفهم المُسلمون وأنزلوا بهم هزيمةً كُبرى بحيثُ فقدوا أربعة أخماس الجيش بين قتيلِ وأسير، وفرَّ الباقون ناجين بحياتهم عائدين إلى القُسطنطينيَّة. محت هذه الكارثة التي حلَّت بِالصليبيين الشُهرة التي اكتسبها هؤلاء نتيجة انتصارهم في ضورليم، وزاد من أثرها أنَّها لم تكن الكارثة الأخيرة إذ في الوقت الذي غادر فيه اللومبارديُّون مدينة نيقوميدية وصل إلى القُسطنطينيَّة جيشٌ إفرنجيّ بِقيادة وليم قُمَّس نِيفَارِش (بالفرنسية: Guillaume comte de Nevers)‏ على رأس آلاف الفُرسان والمُشاة.
حرص وليم على اللحاق بِاللومبارديين على وجه السُرعة، فغادر القُسطنطينيَّة إلى نيقوميدية، وعلم فيها أنَّ الجُمُوع الصليبيَّة مضت في طريقها إلى أنقرة، فسار في أثرها دون أن يتمكَّن من الاجتماع معها، فحوَّل طريقه وتوجَّه نحو قونية وضرب الحصار عليها دون أن يتمكن من اقتحامها، فتركها. وفي غُضُون ذلك كان المُسلمون قد فرغوا من القضاء على الجُمُوع اللومبارديَّة، وعلم قلج أرسلان وكمشتكين أحمد بِقُدُوم هذا العدُوِّ الجديد، فسارا على الفور وسبقا الصليبيين إلى مدينة هرقلة، وماإن وصل الصليبيُّون المُنهكون حتَّى انقضَّ عليهم المُسلمون وأبادوهم عن بُكرة أبيهم، ولم ينجُ منهم أحد باسثناء القُمَّس نفسه وستَّة من أتباعه. وخلال هذه الأحداث وصلت الدفعة الأخيرة من تلك الجُمُوع الصليبيَّة إلى القُسطنطينيَّة، وتألَّفت من فرنجة وألمان بِقيادة وليم التاسع وڤولف الأوَّل دوق باڤاريا، وبلغ عدد أفرادها نحو ستين ألف مُقاتل. وسلكت هذه الجماعة الطريق نفسه الذي سلكته سابقتها، وانتهج المُسلمون تجاهها الخطط نفسها التي طبَّقوها من قبل، بِإحراق الغلال وإتلاف المؤن وطمر الآبار. ولمَّا وصلت هذه الجماعة إلى قونية وجدوا المدينة خاوية إذ كانت الحامية السَلْجُوقيَّة قد أخلتها وحملت كُل ما كان فيها من مؤن، وجرَّدت البساتين والحدائق من كُل ما يُمكن أن يُفيد الغُزاة. بناءً على هذا لم يطل مكوث الصليبيين في قونية، وغادروها إلى هرقلة، وماإن وصلوها حتَّى انقضَّ عليهم المُسلمون من الغابات المُحيطة بِالمدينة، فأبادوهم عن آخرهم باستثناء فئة قليلة استطاعت النجاة بِصُعُوبة من بينهم وليم التاسع وڤولف الأوَّل.

## الذرية
فلف وزوجته الثانية جوديث من فلاندرز؛ ثلاثة أبناء:-
- فلف الثاني/فلف البدين؛ ولد في 1072.[5]
- هاينريش التاسع الأسود († 13 ديسمبر 1126).[5]
- كونيززا؛ († 6 مارس 1120)؛ تزوجت من فريدرش روتشو، كونت ديسن.